# Josef Vinklář
Josef Vinklář (ur. 10 listopada 1930 w Podůlší, zm. 18 września 2007 w Pradze) – czeski aktor.

## Życiorys
W Polsce znany przede wszystkim z serialu Szpital na peryferiach, w którym grał rolę dr Cvacha. Wystąpił także w kontynuacji serialu pt. Szpital na peryferiach po dwudziestu latach (2003). Grał również jedną z głównych ról w serialu komediowym Pod jednym dachem (1975).
Zmarł w wieku 77 lat w następstwie choroby nowotworowej.